# Marsili

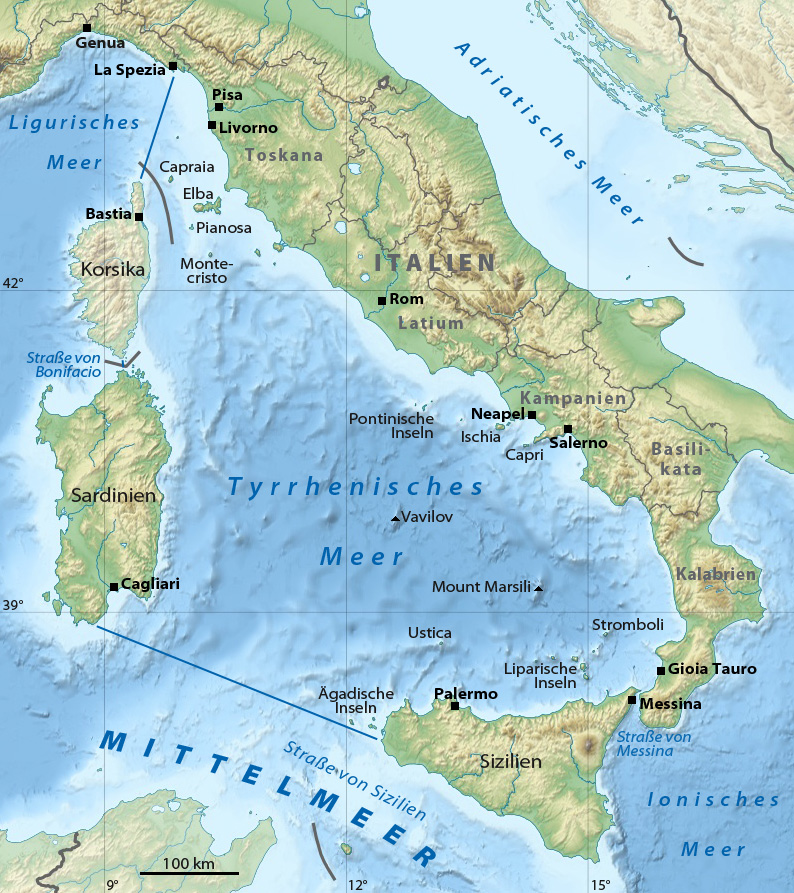
Tyrreense Zee met Marsili

De Marsili is de grootste onderwatervulkaan van Europa. Hij ligt in het zuiden van de Tyrreense Zee, ten noorden van Sicilië. Het massief strekt zich uit over 2000 km². De voet ligt 3000 m onder de zeespiegel, de top 500 m.
De vulkaan werd in de jaren 1920 ontdekt en vernoemd naar de Italiaanse wetenschapper Luigi Fernando Marsili.
De vulkaan wordt permanent bewaakt met seismograaf en magnetometer omdat een uitbarsting of grote aardverschuiving op de flanken een tsunami kan veroorzaken.